# Tamaspe II
Tamaspe II (1704 – 11 de fevereiro de 1740) foi o penúltimo xá do Império Safávida, sucedendo de seu pai Huceine (r. 1694–1722) após intervalo de 7 anos nos quais o país esteve sob controle do Império Hotaki e os governantes pastós usaram o título de xá da Pérsia. Ele foi sucedido por seu filho Abas III (r. 1732–1736).